# Liste des villes du Nord-Kivu
Article principal : province du Nord-Kivu en République démocratique du Congo

Au sens légal en vigueur en RDC, le Nord-Kivu ne comporte que trois principales villes à savoir :
- Beni
- Butembo
- Goma

Aussi, on ajoute d'autres nouvelles villes(selon le nouveau découpage de la RDC à partir de 2015):
- Luholu-Kirumba
- Kasindi
- Oïcha
- Rutshuru

Autres territoires et localités
- Birambizo
- Katwa
- Kayna
- Kirotshe
- Kyondo
- Lubero
- Mangina
- Manguredjipa
- Masisi
- Musienene
- Mutwanga
- Mweso
- Kiwanja
- Pinga
- Rutshuru
- Rwanguba
- Sake (république démocratique du Congo)
- Walikale
- Kitsombiro
- Kipese
- Nyiragongo
- Misinga
- Kalembe
- Ihula
- Nyanzale
- Kibirizi
- Kitshanga
- Kanyasti
- Matembe
- Kisima
- Kimbulu
- Kagheri
- Kasugho